# Aiko Onozawa
Aiko Onozawa (小野沢愛子, Onozawa Aiko), née le 19 août 1945, est une ancienne joueuse japonaise de volley-ball.
Elle est médaillée d'argent aux Jeux de 1968.

## Carrière
Bien qu'elle ne participe à aucun match, Aiko Onozawa remporte la médaille d'argent du tournoi féminin aux Jeux olympiques d'été de 1968, perdant en finale face aux Soviétiques.

## Palmarès

### Équipe nationale
- Jeux olympiques
  -  1968 à Mexico.

- Championnat du monde
  -  1967 à Izmir.
  -  1970 à Varna.

- Jeux asiatiques
  - 1970 à Bangkok.

### En club
- Tournoi de Kurowashiki[3]
  - Vainqueur : 1970.
  - Finaliste : 1967, 1969.